# Rona de Jos
Rona de Jos là một xã thuộc hạt Maramureș, România. Dân số thời điểm năm 2002 là 2125 người.